# Zach Cunningham
Zachary Daniel „Zach“ Cunningham (geboren am 2. Dezember 1994 in Pinson, Alabama) ist ein US-amerikanischer American-Football-Spieler der Detroit Lions in der National Football League (NFL) auf der Position des Linebackers. Er spielte College Football für die Vanderbilt University. Zuvor stand Cunningham bei den Houston Texans, den Tennessee Titans, den Philadelphia Eagles und den Denver Broncos unter Vertrag.

## College
Cunningham besuchte die Pinson Valley High School in seiner Heimatstadt Pinson in Alabama.
Er bekam mehrere Stipendienangebote von College-Football-Programmen und entschied sich für die Vanderbilt University in Nashville, Tennessee, um dort für die Vanderbilt Commodores zu spielen. Dort absolvierte er zunächst ein Redshirt-Jahr. In der Saison 2014 lief er in vier Spielen von Beginn an auf, bevor er in der Spielzeit 2015 zum Stammspieler wurde und in das All-Star-Team der Southeastern Conference (SEC) gewählt wurde.
Im Spiel gegen Georgia gelang Cunningham in der Saison 2016 kurz vor Ende der Partie ein wichtiger Tackle bei 4th Down and 1, mit dem er für ein Turnover on Downs sorgte und damit den Sieg für Vanderbilt sicherte. Darüber hinaus machte er mit einem geblockten Field Goal bei der Partie gegen Auburn auf sich aufmerksam. Mit insgesamt 119 Tackles führte er die SEC in dieser Statistik an, dabei erzielte er 16,5 Tackles for Loss und konnte vier Fumbles aufnehmen. Cunningham war einer der Finalisten für den Butkus Award, mit dem der beste Linebacker im College Football ausgezeichnet wird. Darüber hinaus wurde er erneut in das All-Star-Team der Southeastern Conference und als erster Spieler der Vanderbilt Commodores zum Unanimous All-American gewählt.
Im Januar 2017 gab Cunningham bekannt, dass er sich für den NFL Draft anmelden würde.

## NFL
Cunningham wurde im NFL Draft 2017 in der 2. Runde an 57. Stelle von den Houston Texans ausgewählt. Nachdem Brian Cushing wegen eines Verstoßes gegen die NFL-Richtlinien zu leistungserweiternden Substanzen gesperrt worden war, wurde Cunningham direkt zum Stammspieler bei den Texans.
Gegen die Cleveland Browns gelang ihm am 13. Spieltag der Saison 2018 ein Interception-Return-Touchdown (Pick Six) gegen Baker Mayfield. Seine bis dahin stärkste Saison spielte Cunningham 2019, als er auf 142 Tackles und zwei Sacks kam sowie zwei gegnerische Pässe verteidigen konnte. Kurz vor Beginn der Saison 2020 einigte sich Cunningham mit den Texans auf eine Vertragsverlängerung um vier Jahre für 58 Millionen Dollar bis 2024.
In der Saison 2020 führte Cunningham die NFL mit insgesamt 163 Tackles in dieser Statistik an. Nach dem 13. Spieltag der Saison 2021 entließen die Texans Cunningham. Zuvor hatte er einen COVID-19-Test vor dem Spiel verpasst und wurde daher aus disziplinarischen Gründen nicht eingesetzt. Zudem war Cunningham für das erste Viertel des Spiels gegen die Cleveland Browns in Woche 2 auf die Bank gesetzt worden, da er zu spät zum Training erschienen war.
Daraufhin wurde er am 9. Dezember 2021 von den Tennessee Titans über die Waiver-Liste verpflichtet. Er kam 2021 in vier Spielen für die Titans zum Einsatz. Verletzungsbedingt konnte Cunningham 2022 nur in sechs Partien spielen, nach der Saison wurde er im Februar 2023 entlassen.
Am 6. August 2023 gaben die Philadelphia Eagles bekannt, sich mit Cunningham auf einen Einjahresvertrag geeinigt zu haben. Er kam in 13 Spielen zum Einsatz, davon zehnmal als Starter, und verzeichnete 85 Tackles sowie vier abgewehrte Pässe.
Am 25. September 2024 nahmen die Denver Broncos Cunningham für ihren Practice Squad unter Vertrag. Ab Woche 11 wurde Cunningham aus dem Practice Squad in den 53-Mann-Kader hochgezogen und für die letzten drei Spiele endgültig aktiviert.
Am 27. Mai 2025 schloss sich Cunningham den Detroit Lions an.

### NFL-Statistiken
| Saison                             | Saison | Spiele | Spiele      | Tackles | Tackles | Tackles | Tackles | Interceptions | Interceptions | Interceptions | Interceptions | Interceptions | Fumbles | Fumbles | Fumbles |
| Jahr                               | Team   | Spiele | als Starter | Gesamt  | Solo    | Ast     | Sacks   | PD            | INT           | Yds           | Lng           | TD            | FF      | FR      | TD      |
| ---------------------------------- | ------ | ------ | ----------- | ------- | ------- | ------- | ------- | ------------- | ------------- | ------------- | ------------- | ------------- | ------- | ------- | ------- |
| 2017                               | HOU    | 16     | 13          | 90      | 48      | 42      | 1,5     | 6             | 0             | 0             | 0             | 0             | 1       | 0       | 0       |
| 2018                               | HOU    | 14     | 14          | 107     | 73      | 34      | 0,0     | 5             | 1             | 38            | 38            | 1             | 2       | 1       | 0       |
| 2019                               | HOU    | 16     | 16          | 142     | 99      | 43      | 2,0     | 2             | 0             | 0             | 0             | 0             | 0       | 2       | 0       |
| 2020                               | HOU    | 16     | 16          | 164     | 106     | 58      | 3,0     | 2             | 0             | 0             | 0             | 0             | 1       | 0       | 0       |
| 2021                               | HOU    | 10     | 7           | 67      | 32      | 35      | 0,0     | 3             | 0             | 0             | 0             | 0             | 1       | 0       | 0       |
| 2021                               | TEN    | 4      | 4           | 26      | 19      | 7       | 0,0     | 0             | 0             | 0             | 0             | 0             | 0       | 0       | 0       |
| 2022                               | TEN    | 6      | 6           | 24      | 15      | 9       | 0,0     | 1             | 0             | 0             | 0             | 0             | 0       | 0       | 0       |
| 2023                               | PHI    | 13     | 10          | 85      | 54      | 31      | 0,0     | 4             | 0             | 0             | 0             | 0             | 0       | 1       | 0       |
| 2024                               | DEN    | 7      | 0           | 4       | 2       | 2       | 0,0     | 0             | 0             | 0             | 0             | 0             | 0       | 1       | 0       |
| Gesamt                             | Gesamt | 102    | 86          | 709     | 448     | 261     | 6,5     | 23            | 1             | 38            | 38            | 1             | 5       | 4       | 0       |
| Quelle: pro-football-reference.com |        |        |             |         |         |         |         |               |               |               |               |               |         |         |         |